# Tim Cook
Timothy Donald Cook (sinh ngày 1 tháng 11 năm 1960) là một nhà điều hành kinh doanh, nhà từ thiện và kỹ sư công nghiệp người Mỹ. Cook là giám đốc điều hành của Apple Inc. và trước đây từng là giám đốc điều hành của công ty dưới thời người tiền nhiệm Steve Jobs.
Cook gia nhập Apple vào tháng 3 năm 1998 với tư cách là phó chủ tịch cấp cao phụ trách các hoạt động trên toàn thế giới và sau đó là phó chủ tịch điều hành phụ trách kinh doanh và hoạt động trên toàn thế giới. Ông được bổ nhiệm làm giám đốc điều hành vào ngày 24 tháng 8 năm 2011, trước khi Jobs qua đời vào tháng 10 năm đó. Trong nhiệm kỳ giám đốc điều hành của mình, ông đã ủng hộ cho cuộc cải cách chính trị về giám sát quốc tế và trong nước, an ninh mạng, thuế doanh nghiệp, sản xuất của Mỹ và bảo vệ môi trường.
Kể từ năm 2011 khi ông tiếp quản Apple, đến năm 2022, Cook đã tăng gấp đôi doanh thu và lợi nhuận của công ty, đồng thời tăng giá trị thị trường từ 348 tỷ USD lên 3 nghìn tỷ USD.
Năm 2014, Cook trở thành giám đốc điều hành đầu tiên của một công ty nằm trong danh sách Fortune 500 công khai mình là người đồng tính. Cook cũng phục vụ trong ban giám đốc của Nike, Inc., National Football Foundation (NFF), và là người được ủy thác của Đại học Duke. Vào tháng 3 năm 2015, ông cho biết mình đã lên kế hoạch quyên góp toàn bộ tài sản cổ phiếu cá nhân cho tổ chức từ thiện.

## Tiểu sử
Tim Cook được sinh ra ở Mobile, Alabama, Hoa Kỳ (US), và lớn lên ở gần Robertsdale, Alabama. Cha của ông, Donald, là một công nhân nhà máy đóng tàu, và mẹ của ông, Geraldine, làm việc tại một hiệu thuốc.
Tim Cook tốt nghiệp Trường Trung học Alabama, Robertsdale. Ông cũng tốt nghiệp với bằng cử nhân kỹ sư công nghiệp từ Đại học Auburn năm 1982, bằng Thạc sĩ Quản trị Kinh doanh (MBA) từ Trường kinh doanh Fuqua thuộc Đại học Duke năm 1988.

## Sự nghiệp

### Trước khi làm việc tại Apple
Sau khi tốt nghiệp Đại học Auburn, Cook đã trải qua 12 năm kinh doanh mảng máy tính cá nhân của IBM, cuối cùng là giám đốc phụ trách hoạt động của khu vực Bắc Mỹ. Trong thời gian này Cook cũng nhận được bằng MBA từ Đại học Duke, trở thành học viên của Fuqua năm 1988. Sau đó, ông từng là Giám đốc điều hành của bộ phận đại lý bán lẻ máy tính của Intelligent Electronics, và năm 1997 trở thành Phó Chủ tịch mảng dữ liệu doanh nghiệp cho Compaq trong sáu tháng.

### Làm việc tại Apple
Cook được Jobs mời gia nhập Apple vào năm 1998. Trong một bài phát biểu tại Đại học Auburn, Cook cho biết ông quyết định tham gia Apple ngay sau khi gặp mặt Jobs lần đầu tiên:
Sau khi cân nhắc một cách hợp lý các chi phí và lợi ích khi làm việc tại Compaq, và cả những người hiểu tôi rõ nhất cũng khuyên tôi nên ở lại Compaq. Ngày hôm đó vào đầu năm 1998 tôi đã lắng nghe trực giác của mình, không phải là lí trí hay là lời khuyên từ những người hiểu tôi rõ nhất... mất không quá năm phút phỏng vấn của với Steve, tôi đã muốn bất chấp tất cả để gia nhập Apple. Trực giác của tôi đã biết rằng gia nhập Apple là cơ hội có một không hai trong đời để làm việc cho các thiên tài sáng tạo, để được vào đội ngũ điều hành một công ty có thể phục hồi lại nước Mỹ vĩ đại.

Vị trí đầu tiên của ông là phó chủ tịch cấp cao của mảng phân phối toàn cầu. Cook đóng cửa các nhà máy, nhà kho và thay thế chúng bằng các hợp đồng với các nhà sản xuất, nhằm làm giảm hàng tồn kho của công ty. Dự đoán được tầm quan trọng, nhóm của ông đã đầu tư vào một số mảng nghiên cứu dài hạn như đầu tư trước vào bộ nhớ flash từ năm 2005 trở đi, đảm bảo nguồn cung ổn định những gì sẽ trở thành thành phần quan trọng trong iPod Nano, sau đó là iPhone và iPad. Đối thủ cạnh tranh với Apple là HP, đã mô tả sự hủy bỏ dự án máy tính bảng TouchPad của họ rằng "TouchPad được tạo ra từ "những bộ phận vứt đi của iPad"". Hành động của Cook đã được công nhận với việc giữ kiểm soát chi phí, kết hợp với sự hiểu biết về thiết kế và tiếp thị của công ty, tạo ra lợi nhuận khổng lồ.

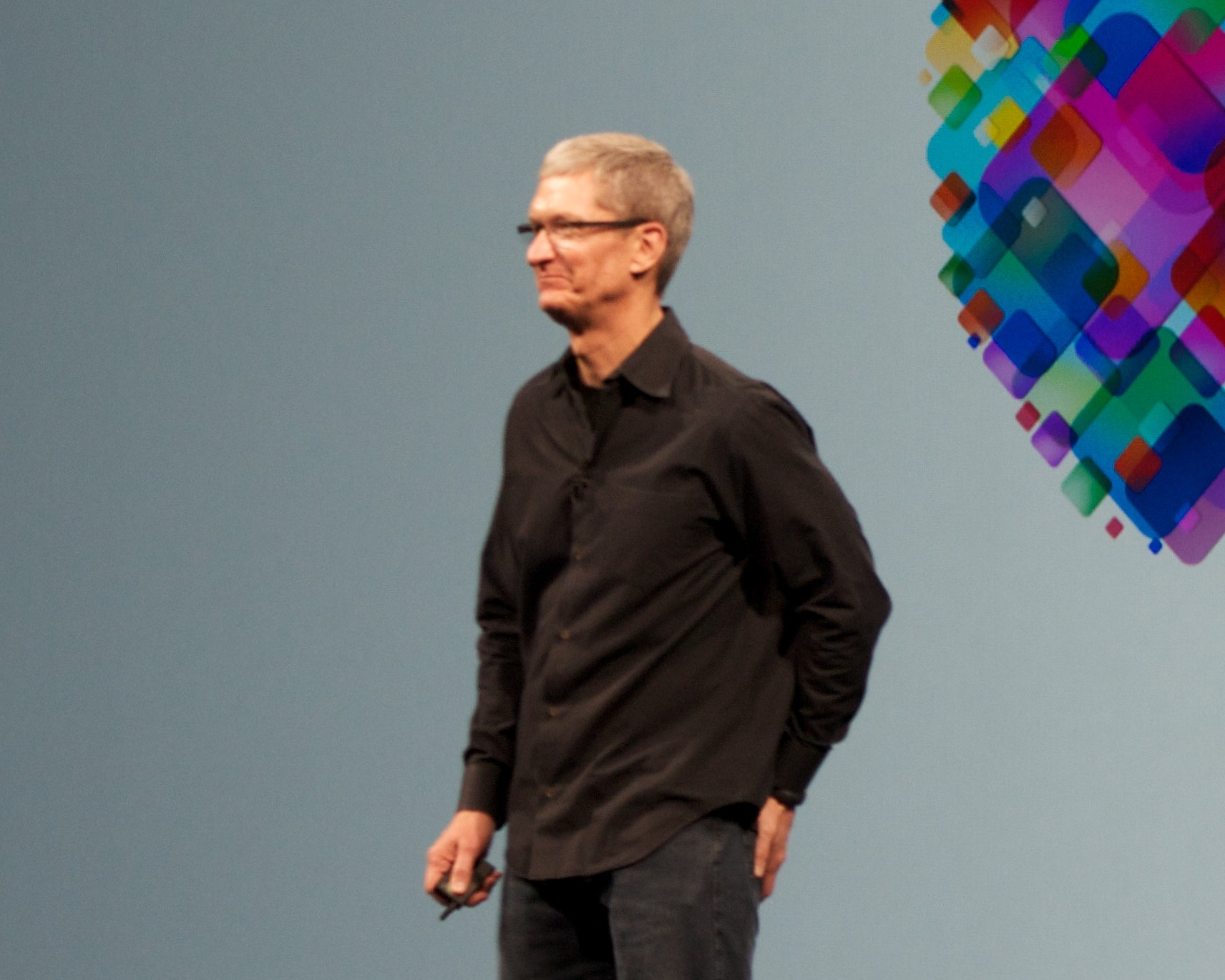
Tim Cook phát biểu tại 2012 World Wide Developers Conference.

Trong tháng 1 năm 2007, Cook được thăng chức để chỉ đạo các hoạt động và đảm nhận vị trí Giám đốc điều hành vào năm 2009, trong khi Jobs vắng mặt vì lí do sức khỏe. Vào tháng 1 năm 2011, Hội đồng quản trị của Apple đã phê duyệt đợt nghỉ phép y tế lần thứ ba theo yêu cầu của Jobs. Trong thời gian đó, Cook chịu trách nhiệm cho hầu hết các hoạt động thường ngày của Apple, trong khi Jobs được thực hiện hầu hết các quyết định quan trọng.

### Giám đốc điều hành của Apple (2011 - nay)
Sau khi Jobs từ chức CEO, trở thành chủ tịch của hội đồng quản trị, Cook làm Giám đốc điều hành của Apple vào ngày 24 tháng 8 năm 2011. Sáu tuần sau, vào ngày 05 Tháng 10 năm 2011, Jobs đã qua đời do biến chứng từ căn bệnh tái phát của ung thư tụy nội tiết tế bào tiểu đảo được điều trị trước đây của mình. Người cộng tác của Forbes là Robin Ferracone đã viết trong tháng 9 năm 2011: "Jobs và Cook đã tiến hành để tạo nên một quan hệ đối tác mạnh mẽ, và giải cứu công ty khỏi vòng xoáy sụp đổ của nó, thứ mà mất từ 11 tỷ USD doanh thu năm 1995 xuống còn dưới 6 tỷ USD trong năm 1998... Dưới sự lãnh đạo của họ, công ty đã có tiền đề vươn lên cột mốc 100 tỷ ngày hôm nay". Vào tháng 4 năm 2012, tạp chí TIME đã thêm Cook vào danh sách "100 người có tầm ảnh hưởng nhất thế giới" hàng năm của họ.
Ngày 29 tháng 10 năm 2012, Cook thực hiện thay đổi lớn đối với đội ngũ điều hành của công ty. Scott Forstall đã từ chức phó chủ tịch cấp cao của iOS, và trở thành cố vấn cho Cook cho đến khi ông rời khỏi công ty vào năm 2013. John Browett, phó chủ tịch cấp cao của mảng bán lẻ, đã bị sa thải sáu tháng sau khi bắt đầu làm việc và nhận được 100.000 cổ phiếu trị giá 60 triệu USD tại Apple. Nhiệm vụ của Forstall được chia giữa bốn giám đốc điều hành khác của Apple: phó chủ tịch cấp cao mảng thiết kế Jonathan Ive, lãnh đạo đội ngũ giao diện người dùng của Apple; Craig Federighi trở thành người đứng đầu mới của mảng kỹ thuật phần mềm iOS; giám đốc dịch vụ Eddy Cue phụ trách mảng Maps và Siri; Bob Mansfield, trước đây là phó chủ tịch cấp cao mảng kỹ thuật phần cứng, trở thành trưởng bộ phận phát triển công nghệ mới.

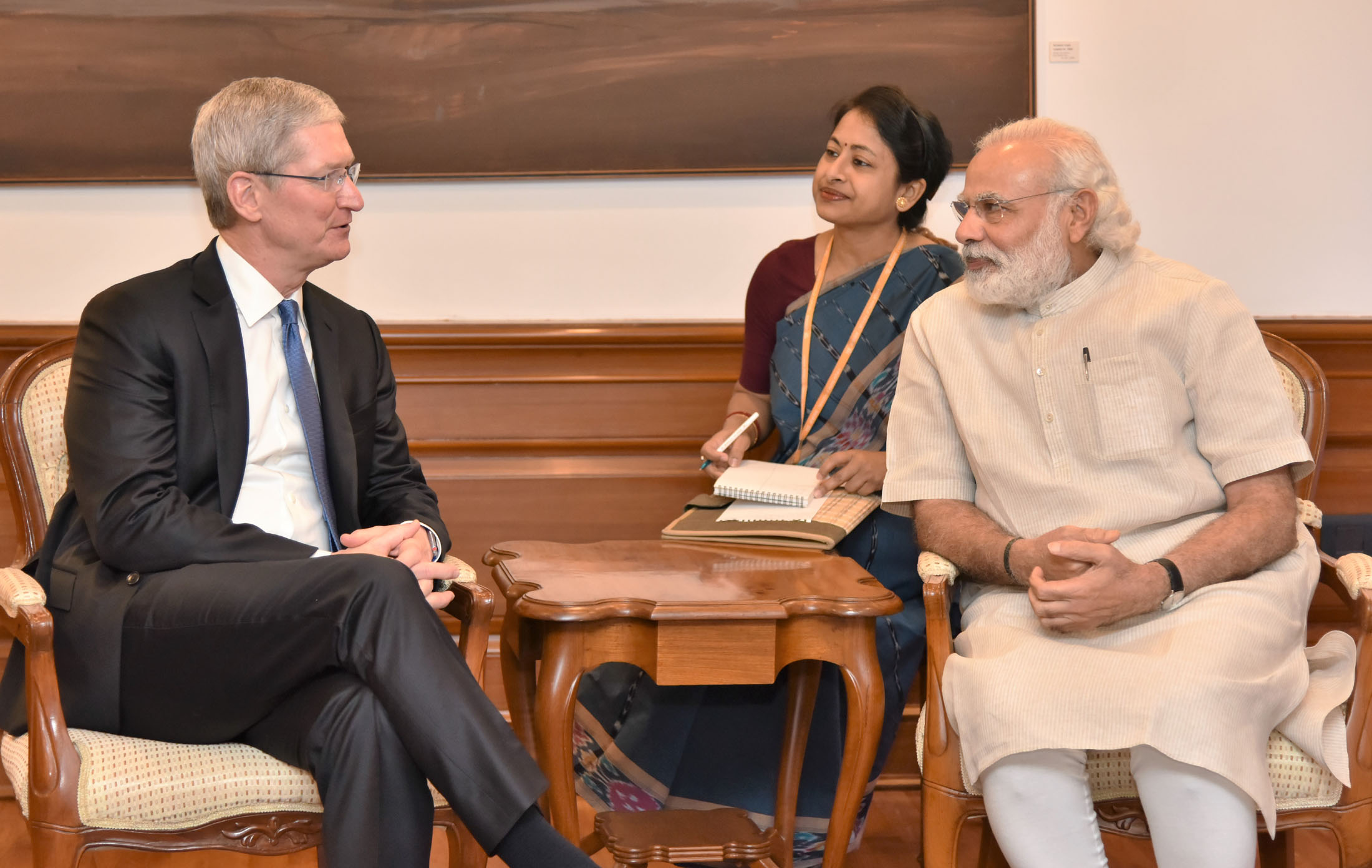
Tim Cook với Thủ tướng Ấn Độ Narendra Modi tại New Delhi, ngày 21 tháng 5 năm 2016

Thay đổi nhân sự của Cook diễn ra sau khi tổng kết doanh thu quý 3, khi doanh thu và lợi nhuận tăng trưởng tăng ít hơn dự đoán. Việc Forstall từ chức được coi như là thôi việc, được cho là do Cook muốn giảm đi "Sự cạnh tranh giữa các giám đốc điều hành"(tr127), sau đó ông đã bị chỉ trích vì Forstall từng được coi là người có thể kế nhiệm ông. Kể từ khi trở thành CEO, Cook tập trung vào xây dựng một nền văn hóa hài hòa có nghĩa là "loại bỏ những người có tính cách -  những người mà Jobs dung thứ và giữ bên mình, như Forstall"; mặc dù, một nhà báo khác nói rằng "Khả năng tiên phong của Apple là sự căng thẳng và bất đồng." Ngày 28 tháng 2 năm 2014, Cook đã gây xôn xao khi ông thách thức các cổ đông "rời khỏi tập đoàn" nếu họ không đồng tình với quan điểm của công ty về sử dụng sản phẩm thân thiện với môi trường và biến đổi khí hậu. Vào tháng 5 năm 2016, Cook đã ghé thăm Trung Quốc để gặp gỡ chính thức chính quyền ở đây sau khi cửa hàng trực tuyến của Apple là iTunes Store và Apple Books Store bị đóng cửa vô thời hạn bởi chính phủ Trung Quốc.

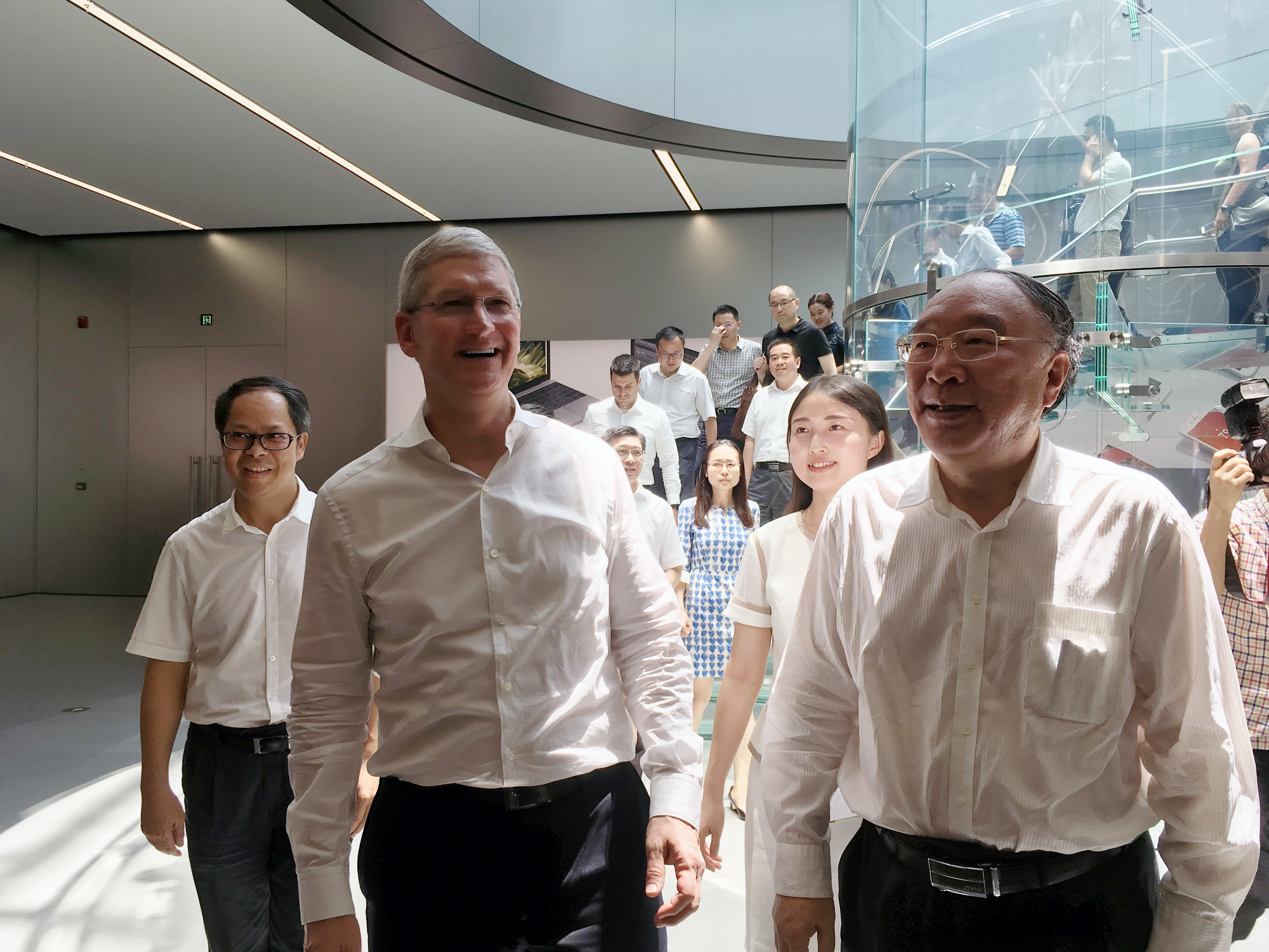
Tim Cook với Thị trưởng Trùng Khánh Hoàng Kì Phàm tại Apple Store Jiefangbei, Trung Quốc, ngày 17 tháng 8 năm 2016

Vào năm 2016, một số nhà phân tích đã so sánh Cook với cựu CEO của Microsoft Steve Ballmer, cho rằng sự đổi mới của Apple đã suy giảm kể từ khi ông thay thế vị trí của Jobs, tương tự khi Ballmer trở thành CEO của Microsoft năm 2000. Vào tháng 12 năm 2017, Cook trở thành người diễn thuyết tại Hội nghị Internet thế giới diễn ra tại Trung Quốc.
Nghiên cứu được công bố tại Đại học Oxford đã miêu tả phong cách lãnh đạo của Cook như một khuôn mẫu điển hình của nhà sáng lập theo chủ trương ôn hòa: giải thích theo quan niệm của một nhà sáng lập, một khuynh hướng đạo đức hướng về tập thể cổ đông, và đặt trọng tâm vào tạo lợi nhuận theo cấp số nhân.
Cook được bổ nhiệm làm chủ tịch ban cố vấn của trường Kinh tế thuộc Đại học Thanh Hoa vào tháng 10 năm 2019 với kỳ hạn là 3 năm.

### An ninh Mạng
Cùng với phó chủ tịch Google là Vinton Cerf và Giám đốc điều hành AT&T Randall Stephenson, Cook đã tham dự một hội nghị thượng đỉnh kín được Tổng thống Obama tổ chức vào ngày 08 tháng 8 năm 2013 liên quan đến giám sát chính phủ và Internet trong sự trỗi dậy của vụ việc Edward Snowden.
Sau vụ tấn công khủng bố tại San Bernardino, California vào tháng 12 năm 2015, khiến 14 người bị sát hại bởi Rizwan Farook và Tashfeen Malik, Cục Điều tra Liên bang Mỹ (FBI) đã yêu cầu  Apple giúp đỡ trong việc "mở khóa" một chiếc iPhone 5C được dùng bởi Farook. Vào ngày 16 tháng 2 năm 2016, phản hồi yêu cầu của Bộ Tư pháp Hoa Kỳ, một tòa án liên bang đã  yêu cầu Apple tạo ra một phiên bản iOS firmware tùy chỉnh, cho phép các nhà điều tra phá vỡ các tính năng bảo mật của điện thoại. Cook đã phản hồi trong một bức thư ngỏ, trong đó ông đã cáo buộc các yêu cầu của chính phủ là "vi phạm quyền riêng tư" và có thể để lại những hậu quả khôn lường về sau.

## Đời tư
Cook là một người đam mê thể dục, đi bộ đường dài, đi xe đạp, và thường đến phòng tập gym. Cook được biết đến là một người đơn độc, ông sử dụng trung tâm thể dục tách biệt để đảm bảo sự riêng tư và rất ít tiết lộ công chúng biết về cuộc sống cá nhân của mình. Ông giải thích trong Tháng 10 năm 2014 rằng ông đã tìm cách để đạt được một "mức độ cơ bản của sự riêng tư"
Cook từng bị chẩn đoán nhầm là bị bệnh đa xơ cứng vào năm 1996, một sự cố khiến ông "nhìn thế giới theo một cách khác". Kể từ đó, ông tham gia gây quỹ từ thiện đều đặn để quyên tiền cho căn bệnh này. Cook sau đó nói với một tạp chí cựu sinh viên Auburn rằng các triệu chứng của ông đến từ việc "mang theo rất nhiều hành lý vô cùng nặng nề xung quanh".
Vào năm 2009, Cook nói đã đề nghị được hiến một phần gan của mình cho Jobs, vì họ có chung nhóm máu hiếm. Cook nói rằng Jobs đã hét lên rằng, "Tôi sẽ không bao giờ để anh làm vậy. Tôi sẽ không bao giờ làm việc đó."
Trong bài phát biểu năm 2010 tại Đại học Auburn, Cook nhấn mạnh tầm quan trọng đáng kể của trực giác trong quá trình ra quyết định trong cuộc sống của mình, và giải thích thêm rằng việc chuẩn bị và công việc khó khăn cũng là cần thiết để thực hiện theo trực giác.
Ngày 29 tháng 10 năm 2014, Cook công khai là người đồng tính trong một bài xã luận cho Bloomberg Business, trong đó nêu: "Tôi tự hào vì là người đồng tính và đồng tính là một trong những quà tặng vĩ đại nhất Thiên Chúa đã ban cho tôi." Cook cũng giải thích rằng ông đã được gợi mở về xu hướng tính dục của mình "trong nhiều năm" và, trong khi nhiều người ở Apple đã nhận thức được xu hướng tính dục của mình, ông muốn mọi người tập trung vào các sản phẩm và khách hàng của Apple chứ không phải là cuộc sống cá nhân của mình. Ông kết thúc bài viết của mình "Chúng ta cùng nhau lát con đường tràn ngập ánh nắng hướng về phía công lý bằng từng viên gạch một. Đây là viên gạch của tôi." Do đó, Tim Cook cũng trở thành Giám đốc điều hành đồng tính công khai đầu tiên trong danh sách Fortune 500. vào tháng 9 năm 2015, Cook đã làm rõ việc này trong The Late Show with Stephen Colbert, "Khi tôi coi trọng sự riêng tư của mình một cách đáng kể, tôi cảm thấy rằng tôi đang đánh giá nó quá cao so với những gì tôi có thể làm cho người khác, vì vậy tôi muốn nói với mọi người sự thật của mình." Vào tháng 10 năm 2019, ông đã nói về quyết định này và nhận xét nó là nhờ cộng đồng LGBTQ+ những người đã đấu tranh cho quyền lợi của mình trước ông đã mở đường cho thành công của mình; và ông cần cho những thế hệ trẻ hơn biết rằng: việc nhìn nhận bản thân là đồng tính có vai trò là một điều đặc biệt cần phải làm hơn giải quyết bất kì vấn đề nào trong đời. Ông hy vọng sự cởi mở của mình có thể giúp các thanh thiếu niên là LGBTQ+ đối mặt với vấn đề vô gia cư và tự tử, hy vọng rằng tình hình của họ sẽ trở nên tốt hơn.